# Stèles. La Grande Famine en Chine, 1958-1961
Pour les articles homonymes, voir Famine en Chine.
Stèles. La Grande Famine en Chine, 1958-1961 est un livre de l'historien et ancien journaliste chinois Yang Jisheng.

## Origine de l'ouvrage
Yang Jisheng, né en 1940, membre du Parti communiste chinois, fit consciencieusement son métier de journaliste officiel, jusqu'à ce que les manifestations de la place Tian'anmen en 1989 lui révèlent la nature du pouvoir. À partir de 1990, il enquête sur la grande famine chinoise du début des années 1960.
Grâce à son statut de journaliste à l'Agence Chine nouvelle, Yang Jisheng peut consulter des archives interdites d'accès dans l'ensemble des provinces chinoises. Toutefois, « le plus difficile a été d’accéder aux archives du Parti, gardées comme des forteresses ». Yang Jisheng y réussit en prétextant une recherche sur « l’évolution des politiques rurales ». Il recopie manuellement des centaines de micro-fiches. Il a aussi eu la possibilité d’effectuer de nombreuses interviews dans tout le pays.
L'ouvrage est interdit en Chine mais a pu être publié à Hong Kong. Louis Vincenolles, traducteur de l'ouvrage, indique que les autorités de Pékin n'ont pas essayé d'empêcher cette publication à Hong Kong, cette période de l'histoire chinoise étant imputable à Mao Zedong et non à Deng Xiaoping, ce dernier s'étant opposé au Grand bond. Par ailleurs, Pierre Haski précise que si l'ouvrage est introuvable officiellement en république populaire de Chine, il y circule sous le manteau. Cet ouvrage est une révélation pour les Chinois, auxquels on enseigne une histoire biaisée, voire apocryphe.

Yang Jisheng explique les raisons de ce titre : 

« J'appelle ce livre Stèle. C'est une pierre tombale pour mon père qui est mort de faim en 1959, pour les 36 millions de Chinois qui sont aussi morts de faim, pour le système qui a causé leur mort, et peut-être pour moi-même pour avoir écrit ce livre. »

## Présentation
Afin d'accélérer la transition vers le communisme, Mao Zedong engage de 1958 au début 1960, le Grand Bond en avant qui « provoque un gigantesque désastre économique ». Pour approvisionner les villes, « les paysans sont affamés ».
La collectivisation détruit la société rurale jusqu'à la famille. Personne n'ose, au sein des instances du parti, informer Mao que la collectivisation à outrance, décidée par le Grand Timonier, ne fonctionne pas. Ceux qui ont le courage de protester sont traités de « contre-révolutionnaires ».
Au pire moment de la crise, Mao Zedong refusa de limiter les exportations de céréales qui finançaient le développement de l’industrie en faisant ce commentaire : « Distribuer les ressources de façon égalitaire ne fera que ruiner le Grand Bond en avant. Quand il n’y a pas assez de nourriture, des gens meurent de faim. Il vaut mieux laisser mourir la moitié de la population, afin que l’autre moitié puisse manger suffisamment. » Quand Liu Shaoqi, après avoir visité sa région natale et compris la catastrophe, tenta de redresser la situation, il dut s'opposer à Mao. Ce dernier accusa Liu d’avoir « lâché pied devant l’ennemi de classe ». Liu Shaoqi, rétorqua : « Tant de morts de faim ! L’histoire retiendra nos deux noms et le cannibalisme sera dans les livres. » Cinq ans plus tard, Mao déclencha la Révolution culturelle pour éliminer les opposants politiques et reprendre le pouvoir.
Fondé sur de nombreuses sources – enquêtes, interviews, archives –, l'ouvrage évoque dans le détail les provinces les plus touchées Henan, Gansu, Sichuan et Anhui et les localités où se sont produites de véritables hécatombes avec 20 % de mortalité dans certains cas.
Après 13 ans d'études sur la Grande Famine, Yang Jisheng indique que le nombre de personnes ayant perdu la vie de façon « anormale » pour l'ensemble de la Chine est de 36 millions et que le déficit des naissances durant cette même période est estimé à 40 millions.

## Accueil critique
Le sinologue Simon Leys considère que l'ouvrage permet « de mesurer dans toute son horreur l'ampleur du crime maoïste dont l'évidence n'échappe plus maintenant qu'à un ou deux philosophes à la mode ». Jean-Luc Domenach précise que cet épisode de l'histoire chinoise n'a jamais été décrit avec tant de vérité. Le cannibalisme, par exemple : « Les enfants ont raconté que les talons et les paumes avaient le meilleur goût. ».
Gilles Heuré indique dans Télérama que ces Stèles sont dressées en « hommage aux 36 millions de morts » de la Grande Famine. Cet ouvrage est non seulement l'analyse statistique « d'une des plus grandes tragédies du XXe siècle », mais une description « précise et implacable », construite grâce à la consultation d'archives, avec le complément d'une centaine d'entretiens. Selon Heuré, les descriptions du cannibalisme sont « terrifiantes ».
L'universitaire et historien Jacques de Saint Victor considère que le travail de Yang Jisheng permet de découvrir « la plus effroyable famine du siècle dernier ». L'ouvrage est parfois d'une lecture pénible, « les scènes de cannibalisme entre parents et enfants sont effroyables », mais l'intérêt du livre de Yang Jisheng est de comprendre le fonctionnement d'« une dictature incapable de sortir de la folie de ses dirigeants ».
Julie Clarini, journaliste du Monde, indique que Yang Jisheng est le premier Chinois à écrire une monographie sur cette question. Il a entrepris une importante enquête durant treize années en effectuant un méticuleux travail avec l'aide d'archivistes dans chaque ville chinoise où il s'est rendu. L'ouvrage évite tout lyrisme.
Selon Philippe Grangereau, journaliste de Libération, ce livre est une révélation pour les Chinois qui reçoivent toujours un enseignement « biaisé ou carrément apocryphe » sur ce sujet. Les manuels scolaires du secondaire dissimulent les véritables raisons de la Grande Famine en invoquant « les difficultés économiques les plus graves qu’ait connues le pays », attribuables à des « erreurs de gauche ».
Le sinologue et journaliste Philippe Paquet indique que l'ouvrage est interdit en Chine car si la direction communiste actuelle a répudié les excès du communisme, elle n'accepte pas de dresser un tableau trop sombre de cette période. Yang s'emploie à restituer le contexte du Grand bond, rappelant que l'ambition de Mao était de brûler les étapes pour atteindre le niveau de développement de la Grande-Bretagne. Il analyse aussi les conséquences de cette « catastrophe » en dressant le bilan systématique, quasiment village par village, des « atrocités » auxquelles le Grand bond a donné lieu. Ici des centaines de cadavres cachés dans les maisons pour que les survivants continuent à percevoir la nourriture des bons de rationnement. Là des « opportunistes de droite » qu'on torture et tue. Les cas de cannibalisme sont innombrables et l'horreur sans limite. Ce document est particulièrement détaillé et s'appuie sur des références précises.
Lucien Bianco compare la famine en Chine entre 1958 et 1962 avec celle de 1932 et 1933 en Ukraine et en Russie méridionale bien que plus modeste avec six millions de morts. En URSS comme en Chine, une stratégie identique de développement opère des transferts excessifs de l’agriculture vers l’industrie lourde. Sous l’impulsion du chef, cette stratégie s’accélère : Mao impose le Grand Bond et Staline impose le Grand Tournant. Pour les deux dictateurs, auxquels des responsables nationaux pour la Chine ou régionaux en Ukraine n’ont pu résister, « met en cause la matrice léninienne » commune aux deux pouvoirs : « si mal inspiré fût-il, le pouvoir d’un seul s’est imposé à tous ».
Pour Denis Sénié, journaliste de La Voix du Nord, Yang met au jour un « cauchemar ». Des millions de morts et des Chinois conduits au cannibalisme dans un pays ravagé par la faim. Laurent Ballouhey du Monde diplomatique qualifie l'ouvrage « d'exceptionnel » sur le Grand Bond en avant.
Le dissident chinois Xu Youyu compare aussi l'ouvrage à L'Archipel du Goulag d'Alexandre Soljenitsyne , qui traite du système carcéral et de travail forcé mis en place dans l'Union soviétique.

## Récompense
Le livre a reçu le prix Hayek du Manhattan Institute for Policy Research.

## Publications
Le livre est d'abord paru à Hong Kong en 2008 dans une version de 1 200 pages. Yang Jisheng a ensuite lui-même dirigé une version allégée destinée à l'Occident.
- Stèles. La Grande Famine en Chine, 1958-1961, Seuil, 660 p., 2012.
- 墓碑 －－中國六十年代大饑荒紀實 (Mu Bei - - Zhong Guo Liu Shi Nian Dai Da Ji Huang Ji Shi - Stèle funéraire, chronique de la grande famine dans la Chine des années 1960[19]) Hong Kong: Cosmos Books (Tian Di Tu Shu), deux volumes, 2008, 1096 p.  (ISBN 978-988-211-909-3) (zh)